# Infantaria

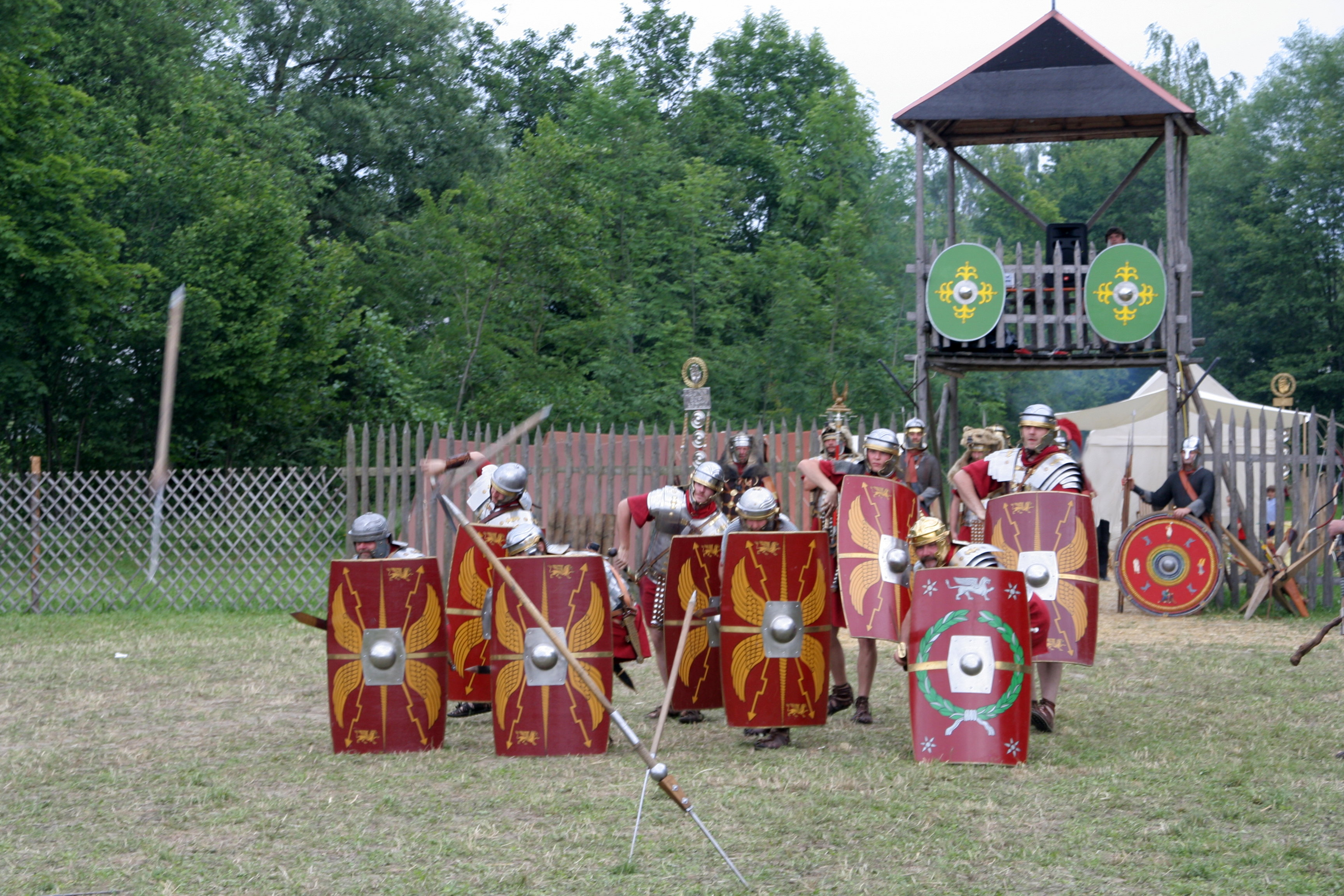
Recriação de uma formação de legionários romanos.

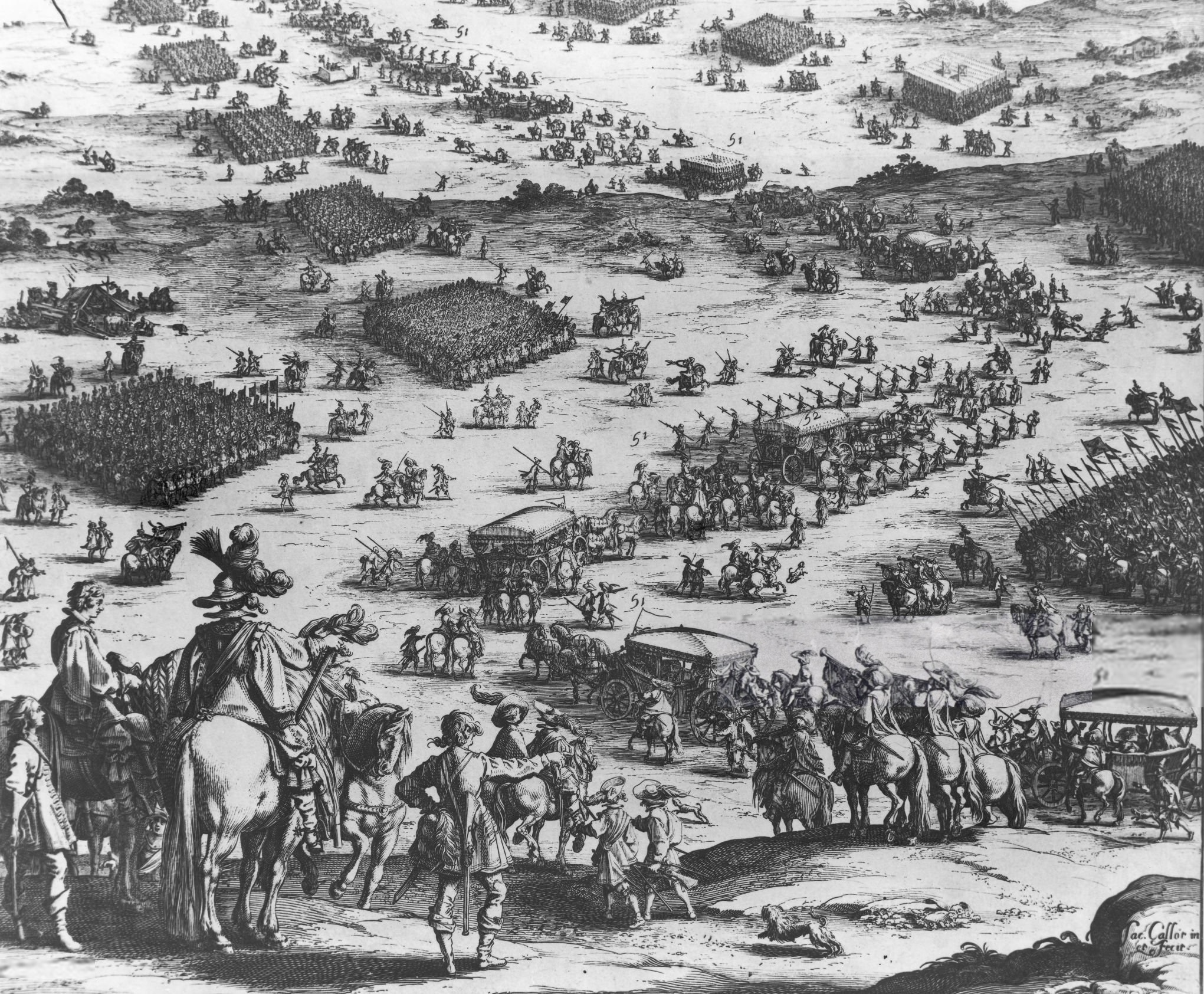
Formações de infantaria espanhola no século XVII

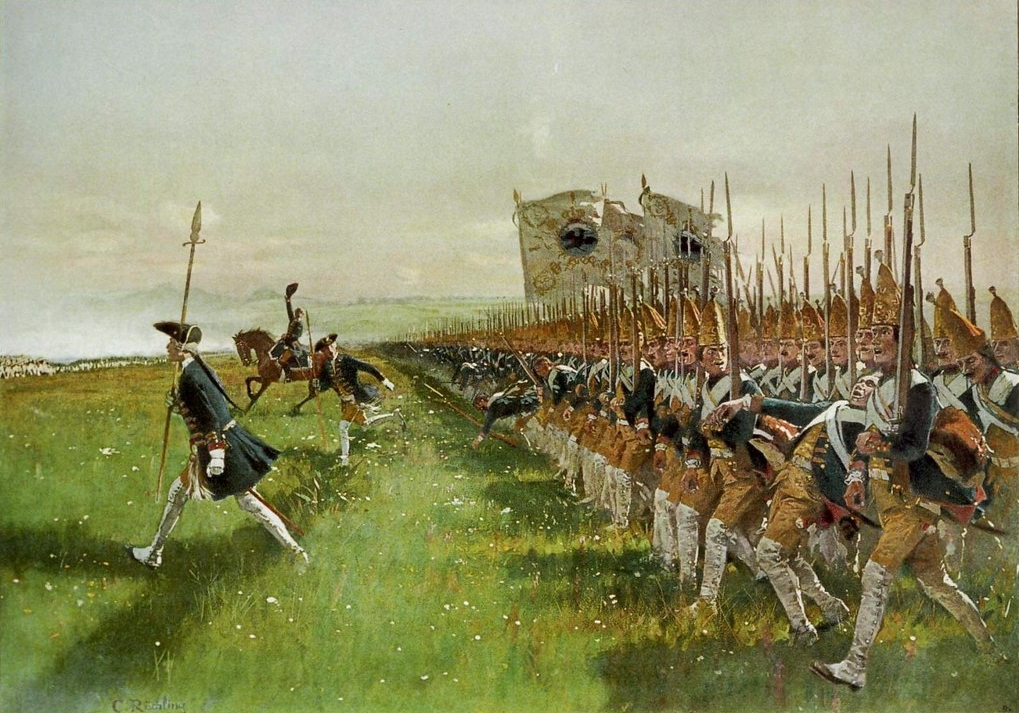
Assalto de um regimento de infantaria prussiana do século XVIII

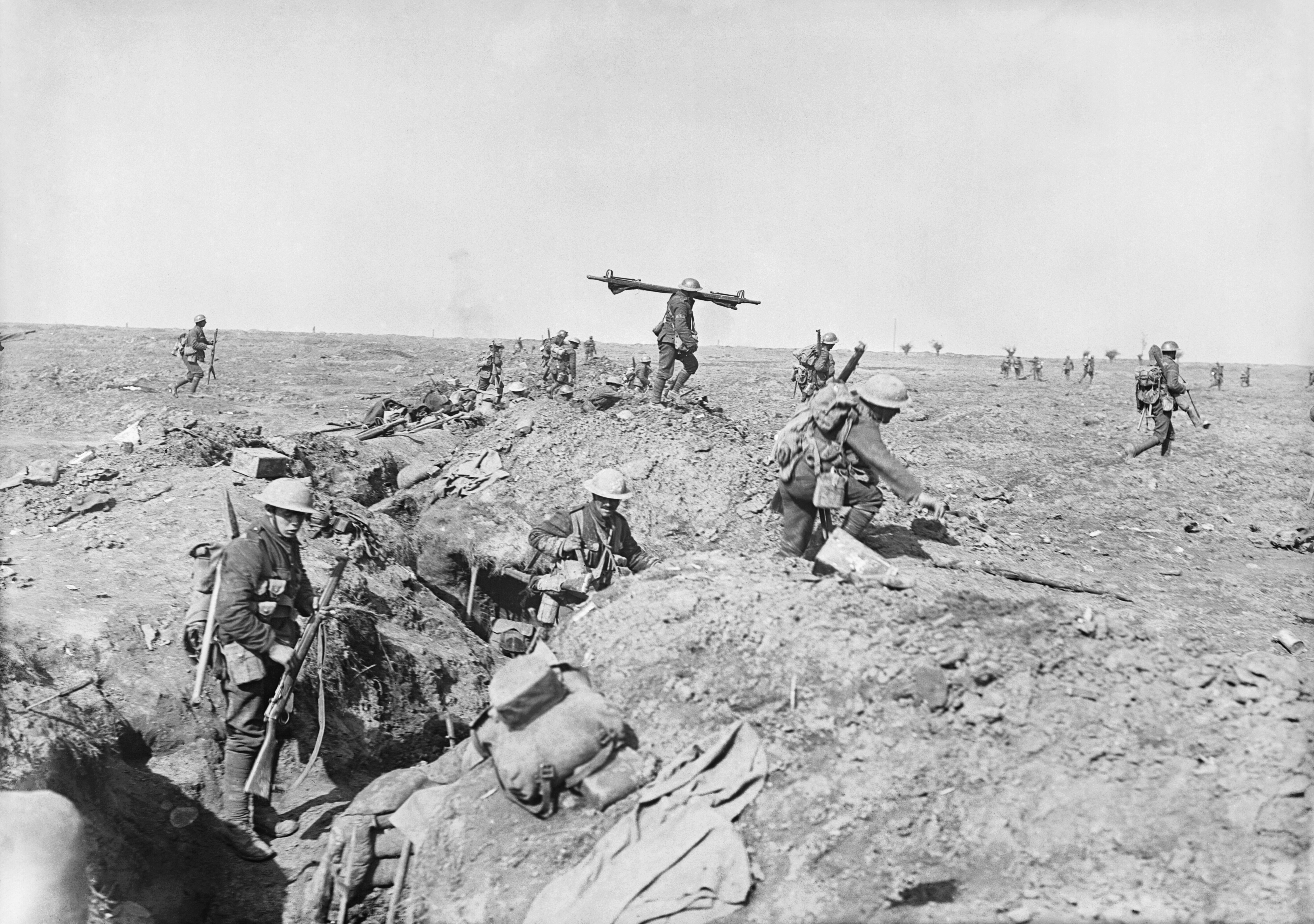
Infantaria britânica nas trincheiras da Primeira Guerra Mundial.

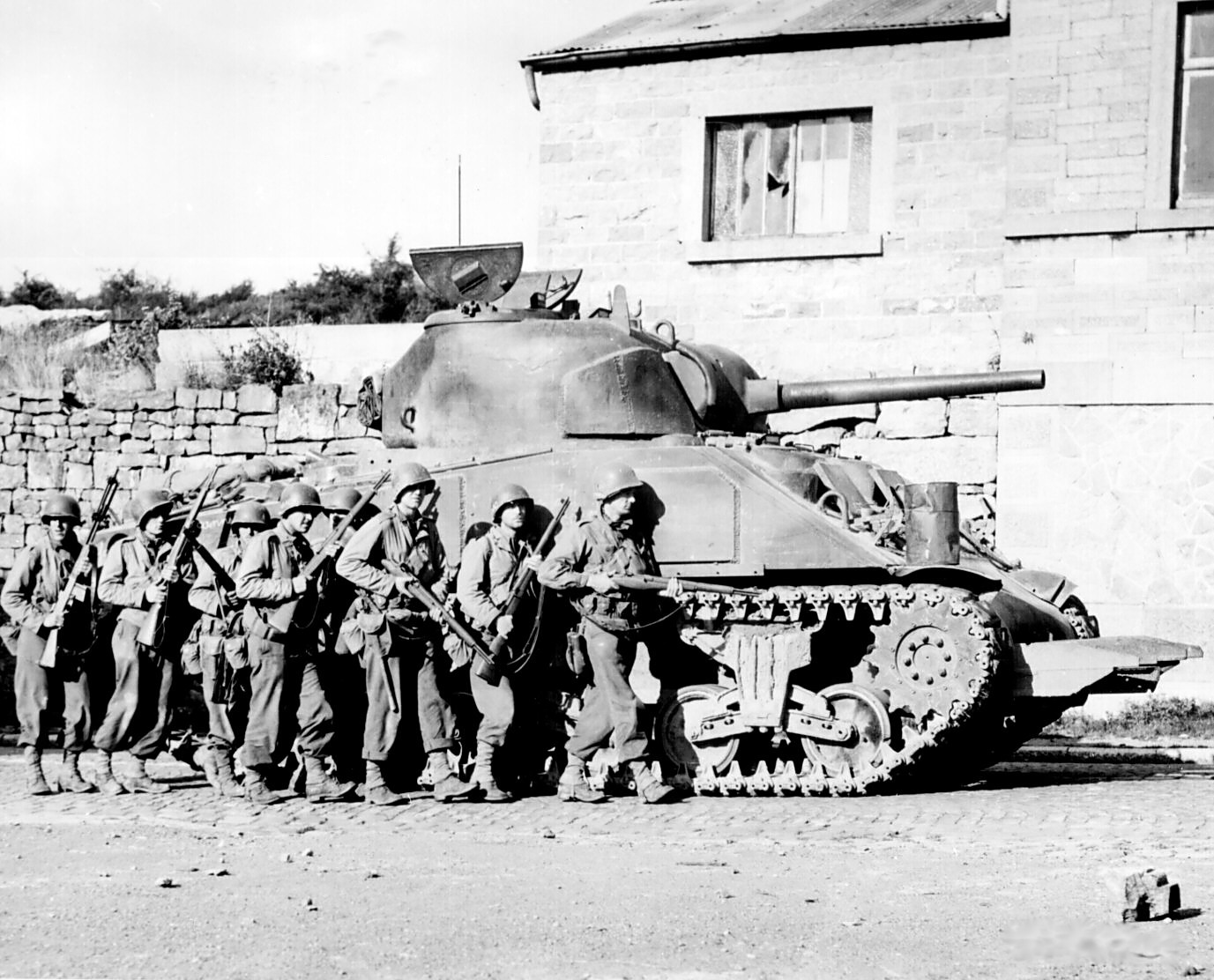
Infantaria dos EUA avançando protegida por um carro de combate na Segunda Guerra Mundial.

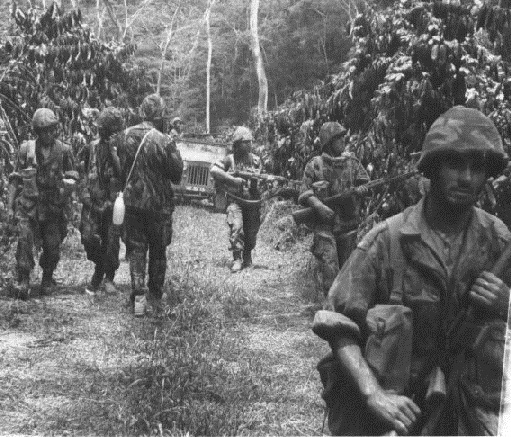
Infantaria ligeira portuguesa (caçadores) avançando na selva africana durante a Guerra do Ultramar.

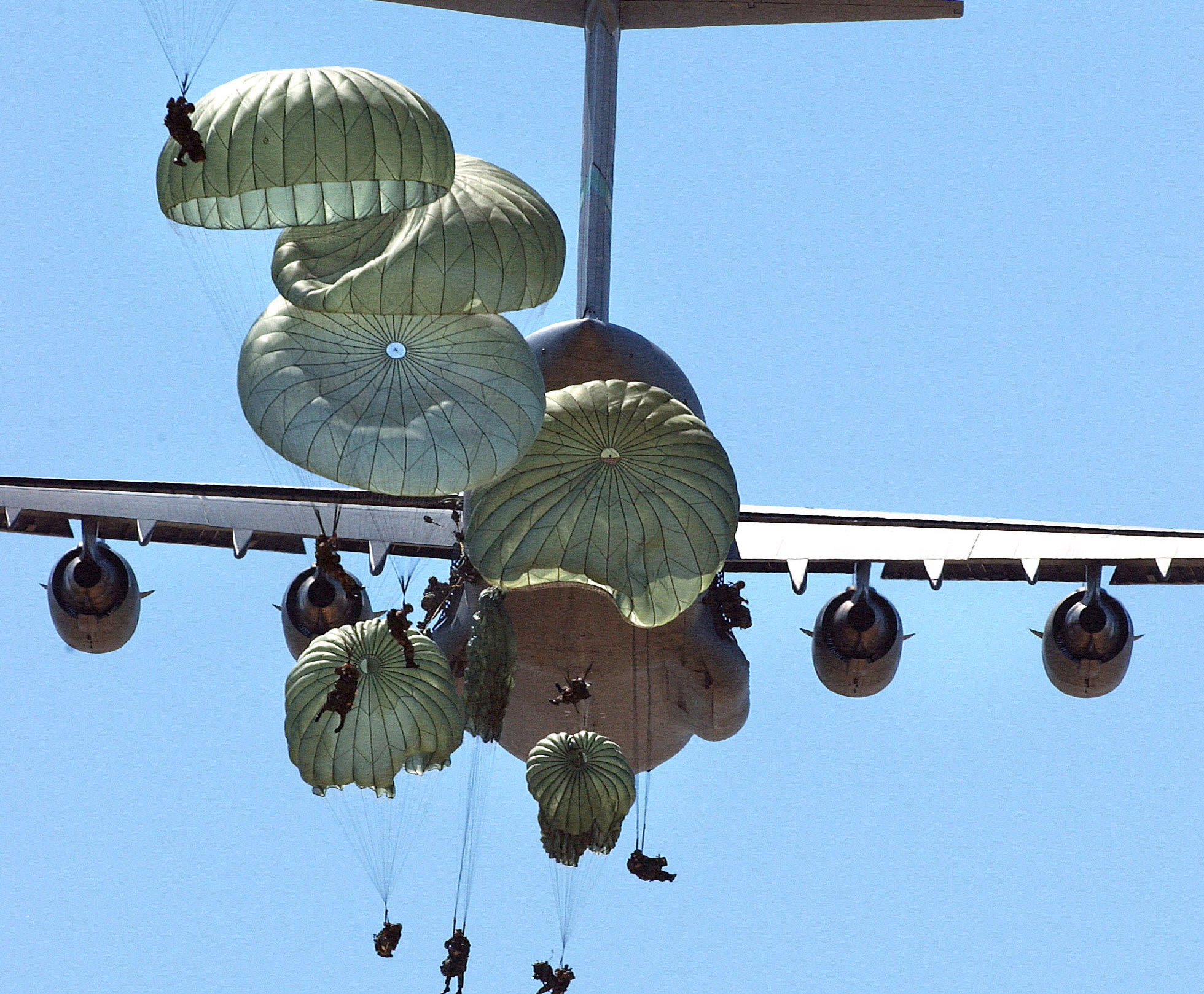
Lançamento de infantaria paraquedista dos EUA a partir de um avião C-141.

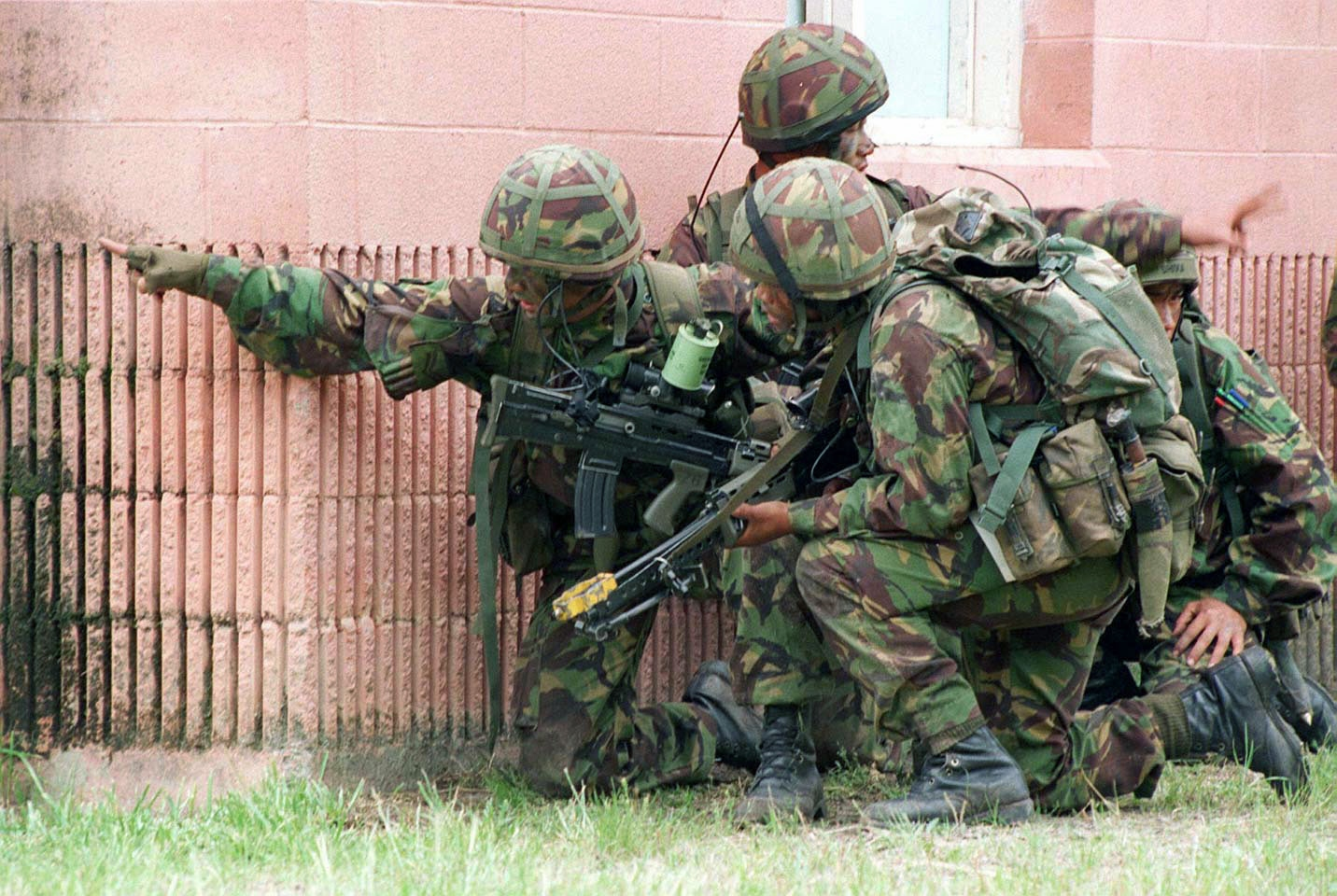
Soldados Gurkhas de Infantaria britânica em instrução de combate em áreas urbanizadas

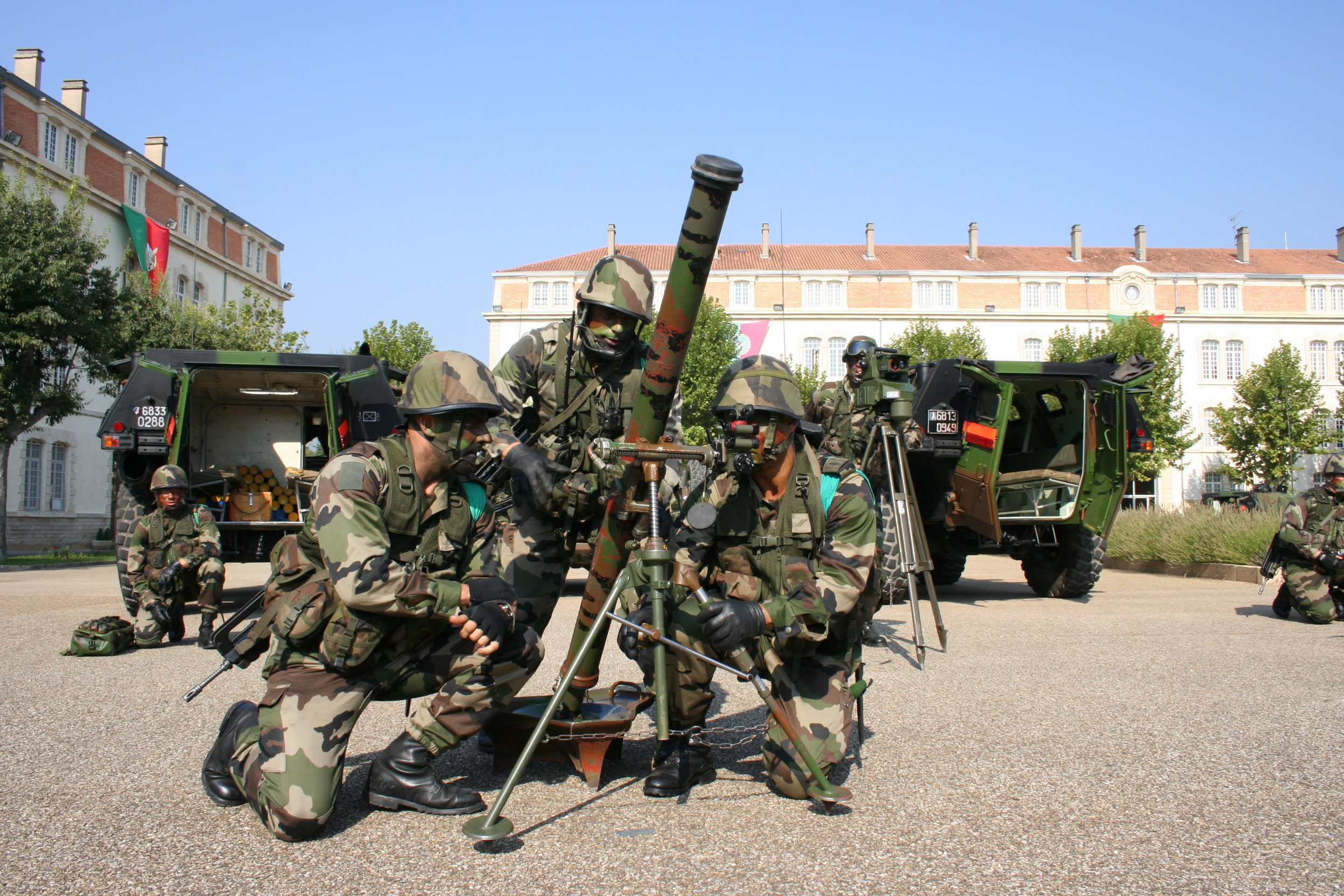
Guarnição de um morteiro de 81 mm da infantaria francesa

A infantaria, ao lado da cavalaria, formam as especializações de combate mais antigas do Exército e geralmente dotada dos maiores efetivos, formada por soldados que podem combater em todos os tipos de terreno e sob quaisquer condições meteorológicas, podendo utilizar variados meios de transporte para serem levados à frente de combate. Sua principal missão é conquistar e manter o terreno, aproveitando a capacidade de progredir em pequenas frações, de difícil detecção e grande mobilidade. A infantaria contemporânea frequentemente emprega o princípio de fogo e movimento para atingir uma posição dominante em relação àquela do inimigo.
A infantaria moderna segue uma organização que divide as tropas de infantes agrupando-os em unidades chamadas de divisões, brigadas, batalhões, companhias e pelotões.

## História
A infantaria com seus combatentes, os infantes, desde a antiguidade, sempre foram a principal força combativa de um exército. Uma notável exceção foram as sociedades nômades, como os hunos ou mongóis, que lutavam basicamente com soldados montados a cavalo.
A infantaria tradicional teve suas origens nos combatentes gregos e romanos, que lutavam em grupos compactos, armados de espadas e lanças e protegidos por couraças e elmos metálicos.
A legião romana aperfeiçoou a organização da infantaria em unidades e subunidades, o que hoje é base da organização dos exércitos modernos. Uma legião era dividida em dez coortes, por sua vez divididas em um número variável de centúrias, que eram compostas por cerca de cem homens cada. Ao total, a variar em função do período histórico, a legião romana podia ter entre 3 mil a 6 mil homens.
Com o surgimento das armas de fogo, ao final da Idade Média, a infantaria passou a ter organização tática e emprego diferente, sendo empregada em linhas contínuas de atiradores, lado a lado que se contrapunham à outra linha, em frente, do inimigo. Como as armas da época, os arcabuzes e os mosquetes, tinham uma cadência de tiro muito lenta, os atiradores eram complementados por outras tropas armadas com armas brancas, longas lanças, chamadas piques. Com o passar do tempo as armas de fogo foram sendo aperfeiçoadas e os piqueiros foram desaparecendo gradualmente, sendo que o seu papel foi substituído pela baioneta, uma lâmina afiada que é adaptada na boca dos fuzis e serve para proceder o combate corpo-a-corpo.
A evolução e aumento da capacidade das armas de fogo fez com que a infantaria deixasse de ser empregada em linhas de atiradores. O desenvolvimento da artilharia, no século XIX, quando as armas passaram a ter maior alcance e maior número de disparos por minuto, também contribuiu para que o emprego da infantaria fosse alterado.
Na Guerra de Secessão, Guerra do Paraguai e Guerra Franco-Prussiana, os infantes passaram de atuar somente em linha e passaram cavar trincheiras para a proteção. A Primeira Guerra Mundial ficou conhecida como a “guerra das trincheiras” pois o maior poder de fogo da artilharia e das metralhadoras barrou o movimento da infantaria. Apesar de, durante a Segunda Guerra Mundial, os carros de combate da cavalaria passarem a ter um papel importante nas grandes ofensivas, a infantaria ainda era a mais numerosa das armas e responsável pela ocupação e manutenção do terreno tomado ao inimigo. Ao ser transportada em veículos, ela passou a ser conhecida como infantaria motorizada ou mecanizada.
Uma forma especializada da infantaria é o fuzileiro naval, cujo transporte é feito pelas marinhas em navios de guerra especialmente preparados para o desembarque, além de contar com carros anfíbios que podem sair do mar diretamente para a terra em condições de combate.

### Uniformes
No tempo das guerras de Napoleão Bonaparte, de 1769 a 1821, os soldados possuíam uniformes vistosos e coloridos, como as roupas dos nobres da moda para serem reconhecidos pelos pares e se distinguir do inimigo na confusão do campo de batalha. Com o passar do tempo e a evolução das armas e das técnicas de guerra os uniformes passaram a ser de cores que os confundissem com o ambiente de entorno, o que ficou conhecido com uniforme camuflado.

## Organização
A Infantaria é notável pela sua tradição em formações organizadas para serem empregues em combate. Estas têm vindo a ser desenvolvidas ao longo dos tempos, mas continuam a ser a peça chave no emprego da Infantaria. Até ao século XX as unidades de Infantaria eram, na maioria, empregues em formações cerradas até ao último momento. Estas eram necessárias para permitir aos comandantes manterem o controlo da unidade, especialmente durante a manobra, bem como para os oficias poderem manter a disciplina nas fileiras.
Com o desenvolvimento de armas com maior poder de fogo, foi necessário dispersar a Infantaria pelo terreno. Isto tornou as unidades menos vulneráveis às armas de fogo rápido e de maior poder explosivo. A partir da Primeira Guerra Mundial chegou-se à conclusão que a Infantaria seria empregue com mais sucesso aproveitando a sua capacidade para manobrar em terreno restrito e a sua capacidade de evitar a detecção, coisa impossível às outras armas. A descentralização de comando foi possível através do aperfeiçoamento do equipamento de comunicações e na maior focalização no treino de pequenas unidades.

## Missões
A função mais importante da Infantaria tem sido como força primária de um exército. É a Infantaria que, em última análise, decide se o terreno foi tomado e é a sua presença que assegura o controle do território. Enquanto que as táticas de emprego foram mudadas, a missão básica da Infantaria não o foi.
Ataque é a operação mais básica da Infantaria e, juntamente com a defesa, forma uma das duas missões primárias da arma no campo de batalha. Tradicionalmente, num confronto em campo aberto, dois exércitos irão manobrar em direcção ao contacto, no qual as suas tropas de infantaria e das outras armas irão opor-se. Então, uma ou duas irão avançar e tentar derrotar a força inimiga. O objectivo de um ataque mantém-se: avançar contra as posições ocupadas pelo inimigo, desalojá-lo e, então, estabelecer o controlo do objectivo. Os ataques são, muitas vezes, temidos pela Infantaria que os conduz em virtude do alto número de baixas sofridas durante o avanço sob o fogo inimigo. Os ataques com sucesso baseiam-se numa força suficiente, reconhecimento e bombardeamento de preparação e manutenção da coesão da unidade durante a sua execução.
Defesa é a operação natural de contra-ataque, na qual a missão é aguentar um objectivo e derrotar as forças inimigas que o procuram tomar. a postura defensiva oferece numerosas vantagens à Infantaria, incluindo a habilidade no aproveitamento e preparação do terreno, incluindo a construção de fortificações para reduzir a exposição ao fogo inimigo. Uma defesa eficiente baseia-se na minimização das baixas provocadas pelo fogo inimigo, quebra da coesão das forças inimigas antes da finalização do completo e prevenção da penetração inimiga nas posições defensivas.
Patrulha é a missão mais comum da Infantaria. Ataques em larga escala e esforços defensivos são muito ocasionais, mas as patrulhas são constantes. As patrulhas consistem em pequenos grupos de infantaria movendo-se através de zonas onde existe actividade inimiga com vista a descobrir o seu posicionamento e com vista a emboscar as próprias patrulhas inimigas. As patrulhas são usadas não só nas áreas avançadas, mas também na retaguarda, onde as infiltrações inimigas são possíveis.
Perseguição é a função que a Infantaria assume muitas vezes. O objectivo das operações de perseguição é a destruição das forças inimigas que já não são capazes de fazer frente às unidades amigas, antes que elas possam recuperar e reconstituir a sua força, tornando-se novamente eficientes. A Infantaria, tradicionalmente no passado, era a força principal para destruir as unidades inimigas nesta situação. No combate moderno a Infantaria é usada na perseguição de forças inimigas em terreno restrito, sobretudo em áreas urbanas, onde forças mais rápidas, como as blindadas, são incapazes de manobrar ou de evitarem ser emboscadas.
Escolta consiste na protecção de outras unidades contra emboscadas, particularmente da Infantaria inimiga. Esta é uma das mais importantes missões da Infantaria moderna, em particular quando opera junto com veículos blindados. Nesta sua capacidade, a Infantaria basicamente conduz patrulhas em movimento, batendo o terreno que possa ocultar forças inimigas à espera de emboscar blindados amigos e identificando posições inimigas que possam ser atacadas por unidades mais pesadas.
Manobra estas operações consumem a maioria do tempo de uma unidade de Infantaria. A Infantaria, tal como todas as unidades de combate, muitas vezes manobram no campo de batalha, sob ataque inimigo. A Infantaria tem de manter a coesão e a prontidão durante o movimento para assegurar a sua efectividade no momento em que atinge o objectivo. Tradicionalmente a Infantaria baseou-se nas próprias pernas para a mobilidade, mas actualmente utiliza veículos motorizados e blindados para se transportar.
Reserva missões deste tipo implicam o emprego da Infantaria na retaguarda, mantendo operações de patrulha e segurança para evitar a infiltração do inimigo. Esta é, normalmente, a melhor altura para as unidades de Infantaria integrarem os recompletamentos às suas unidades, bem como para procederem à manutenção do seu equipamento. Além disso, os soldados podem descansar melhorando a sua prontidão futura. Contudo, a unidade tem de estar pronta para emprego a qualquer instante.
Construções podem ser levadas a cabo quer na retaguarda quer na frente e consistem no uso das tropas de Infantaria como mão de obra para a construção de posições no terreno, estradas, pontes, campos de aviação e outras infraestruturas. À Infantaria é, muitas vezes, dada esta tarefa devido à quantidade de efectivos das suas unidades. Esta missão pode, no entanto, baixar o morar da unidade e limitar a sua capacidade para manter a prontidão e poder desempenhar outras missões.
Defesa de pontos chave acontece quando as unidades de Infantaria são encarregadas de proteger determinados pontos como postos de comando ou bases.

## Tipos Famosos de Infantaria

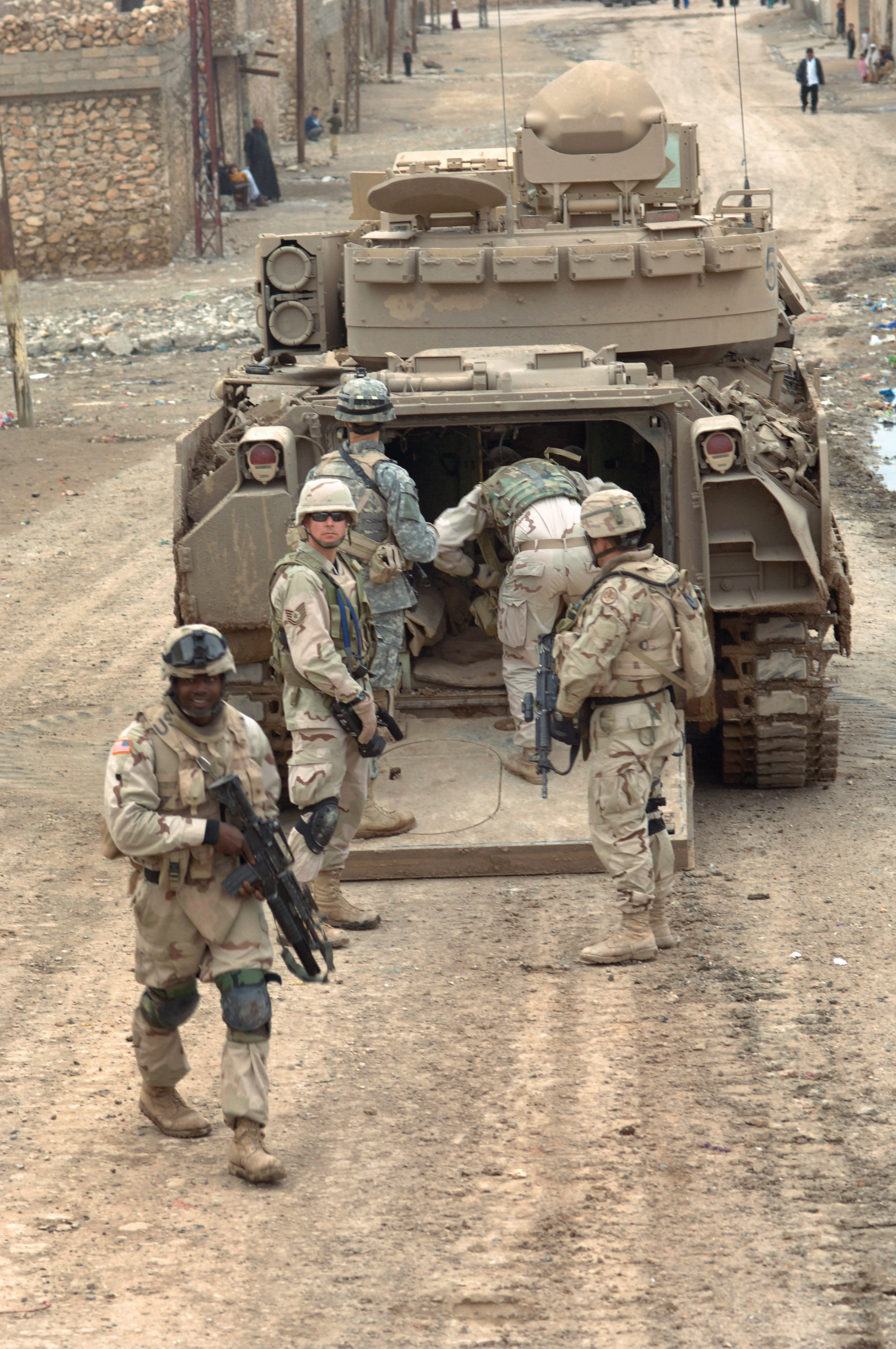
Infantaria mecanizada dos EUA.

Ao longo da história (e variando de exército para exército) existiram diversos tipos de tropas de infantaria. Elas se distinguiam pelo tipo de armamento, pelas táticas utilizadas, e até mesmo pelos seus uniformes. Alguns deles eram:
Antiguidade:
- Hoplitas
- Falanges Macedônicas
- Legionários
- Fundaeiros
- Arqueiros
- Imortais
- Falanges
- Bigas

Idade Média:
- Piqueiros
- Alabardeiros
- Arqueiros
- Besteiros

Renascimento:
- Arcabuzeiros
- Mosqueteiros

Idade Moderna:
- Fuzileiros
- Caçadores
- Paraquedistas
- Mergulhadores

## Insígnias de infantaria
Na maioria dos países do mundo o símbolo da Infantaria é representado por dois fuzis cruzados, alguns apresentando pequenas variações.

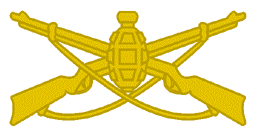
(Exército Brasileiro)
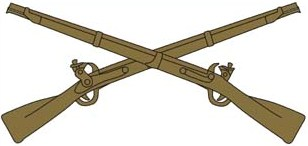
(Exército dos Estados Unidos)
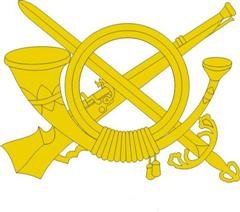
(Exército Espanhol)
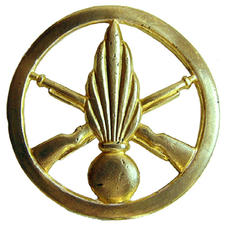
‎(Exército Francês)

## Brasil
As unidades da Infantaria do Exército Brasileiro distinguem-se por diferentes especialidades:
- Selva
- Montanha
- Caatinga
- Pantanal
- Paraquedista
- Leve
- Motorizada
- Mecanizada
- Blindada
- Guarda
- Polícia do Exército
- Aeromóvel

A Infantaria da Aeronáutica, representada pelos Batalhões de Infantaria da Aeronáutica, segundo seu regulamento, tem como missão executar ações convencionais defensivas, ofensivas, e de proteção, a fim de contribuir para o cumprimento da missão constitucional da FAB, preservando equipamentos, instalações e pessoal de interesse da Força Aérea Brasileira.
A Infantaria do Corpo de Fuzileiros Navais (Marinha do Brasil) concretiza a tarefa sob poder Naval de projetar poder sobre terra.

## Portugal
As unidades e especialidades da infantaria, em Portugal, são as seguintes:
- Mecanizada
- Ligeira
- Paraquedista
- Comandos
- Operações Especiais
- Naval